# 12456 Genichiaraki
12456 Genichiaraki eller 1997 AC1 är en asteroid i huvudbältet som upptäcktes den 2 januari 1997 av den japanska astronomen Naoto Satō vid Chichibu-observatoriet. Den är uppkallad efter amatörastronomen Genichi Araki.
Asteroiden har en diameter på ungefär 3 kilometer.